# 月塘水库
月塘水库是中国江苏省扬州市仪征市境内的一座水库，位于胥蒲河上，建于1966年。水库正常库容为910万立方米，集雨面积为36平方千米，海拔为32米。